# Мегантереон
Мегантереон (лат. Megantereon, от др.-греч. μέγας ἀνθερεών «большой подбородок») — род саблезубых кошек, живший с раннего плиоцена до середины плейстоцена на территории Северной Америки, Африки и Евразии. Предположительно, был предком смилодонов.

## Находки
Скелеты мегантереонов находили на территории Северной Америки, Северной Африки и Евразии. Самые древние останки были найдены в Северной Америке. Им около 4,5 млн лет. Останки возрастом 3—3,5 млн лет были найдены в Африке, а останки возрастом 2—2,5 млн лет — в Евразии. Тем не менее, на территории Чада и Кении были найдены останки неопределённого животного, предположительно, мегантереона, возрастом от 5,7 до 7 млн лет. Если эти предположения верны, то мегантереон появился в Африке в позднем миоцене. Самый молодой скелет, возрастом 1,5 млн лет, был найден в Восточной Африке. Однако абсолютно полный скелет был найден только во Франции.
В 2018 году кости мегантереона были найдены в пещере Таврида в Крыму. Крымская саблезубая кошка была отнесена учёными к виду Megantereon adroveri, чьи фрагментарные остатки, названные в 1987 году в честь испанского палеонтолога Р. Адровера (англ. Rafael Adrover), изредка встречались в Европе.

## Описание
Мегантереон был размером с крупного леопарда и высотой в плечах приблизительно 70—75 см с очень массивными передними конечностями и когтями, соразмерными со львиными. Их физические пропорции подразумевают, что они были способны удерживать довольно большую добычу. Однако средства умерщвления им добычи всё же остаются неясными — в отличие от имеющих умеренно длинные, конические верхние и нижние клыки современных кошек, мегантереон имел длинные, сплюснутые с боков верхние клыки, чья задняя часть не была зазубрена, как у большинства саблезубых кошек, и относительно маленькие нижние. 

## Питание
Мегантереон был плотоядным и охотился в Европе на крупных парнокопытных, лошадей, молодых носорогов и слонов. 

## Мегантереоны в культуре
Мегантереон был изображён в серии Discovery Channel TV «Прежде, чем мы правили Землёй» как ночной хищник, охотящийся на Homo ergaster.